# Helmut Rahn
Helmut Rahn (Essen, Renania del Norte-Westfalia, 16 de agosto de 1929-Essen, Renania del Norte-Westfalia, 14 de agosto de 2003) fue un futbolista alemán conocido como Der Boss (El jefe). Se convirtió en una leyenda por haber marcado el gol que le dio el triunfo a su país en la final del Mundial de Fútbol de 1954, partido que Alemania Occidental venció 3 a 2 a Hungría.

## Carrera
Helmut Rahn comenzó su carrera como juvenil en Altenessen 1932, con quien jugó desde 1938 hasta 1946. Posteriormente se marchó al SC Oelde 1919, donde marcó un total de 52 goles. En la temporada 1950-51 jugó en el Sportfreunde Katernberg.
Como profesional, tuvo su momento más exitoso cuando jugó con el Rot-Weiss Essen, entre 1951 y 1959. Ganando con este club, la final de la DFB-Pokal en 1953 y el campeonato alemán en 1955. Entre 1959 y 1960, jugó en el 1. FC Colonia, en 1960 fichó por el SC Enschede de los Países Bajos. Volvió a la Bundesliga en 1963, para jugar en el MSV Duisburgo. Terminó su carrera en 1965 debido a un problema en la rodilla y junto con Hans Schäfer fue uno de los últimos miembros del equipo que ganó la Copa del Mundo de 1954 en retirarse.
Con la Selección de Alemania jugó 40 partidos internacionales, formando parte del equipo que ganó la Copa del Mundo de 1954 en Suiza, marcando el gol del triunfo en la final contra la selección de Hungría y siendo elegido miembro de la selección ideal del torneo.
Participó también con en el equipo alemán que llegó a semifinales de la Copa del Mundo de 1958. En este mundial, con su gol contra Yugoslavia, se convirtió en ese momento en el tercer máximo anotador en los Mundiales, con 10 goles en total (detrás de Just Fontaine y Sándor Kocsis), y también el primer jugador en anotar al menos cuatro goles en dos Copas del Mundo diferentes.
Era conocido como "El Jefe" por su liderazgo en el campo y en ocasiones también como "El Cañón de Essen". Después de retirarse del fútbol, Helmut Rahn, comenzó su propio negocio de venta de automóviles en Essen-Altenessen.

## Monumento Helmut Rahn
El 11 de julio de 2004, cincuenta años después del encuentro de Berna, una estatua de tamaño natural de él se construyó cerca de Georg-Melches-Stadium en Essen, en la plaza que lleva su nombre.

## Clubes
| Club              | País         | Año         | Partidos | Goles |
| ----------------- | ------------ | ----------- | -------- | ----- |
| Rot-Weiss Essen   | Alemania     | 1947 - 1959 | 201      | 88    |
| 1. FC Colonia     | Alemania     | 1959 - 1960 | 29       | 11    |
| S. C. Enschede    | Países Bajos | 1960 - 1963 | 69       | 39    |
| Meidericher S. V. | Alemania     | 1963 - 1965 | 19       | 7     |

## Participaciones en laCopa Mundial de Fútbol
| Mundial                        | Sede   | Resultado | Partidos | Goles |
| ------------------------------ | ------ | --------- | -------- | ----- |
| Copa Mundial de Fútbol de 1954 | Suiza  | Campeón   | 4        | 4     |
| Copa Mundial de Fútbol de 1958 | Suecia | 4° lugar  | 6        | 6     |

## Palmarés

### Campeonatos nacionales
| Título            | Club            | País                | Año  |
| ----------------- | --------------- | ------------------- | ---- |
| Copa de Alemania  | Rot-Weiss Essen | Alemania Occidental | 1953 |
| Campeonato Alemán | Rot-Weiss Essen | Alemania Occidental | 1955 |

### Torneos internacionales
| Título                 | Selección           | Sede  | Año  |
| ---------------------- | ------------------- | ----- | ---- |
| Copa Mundial de Fútbol | Alemania Occidental | Suiza | 1954 |

Otros logros:
- Subcampeón de la 1. Bundesliga 1963-64 con Meidericher SV.

## Libros
- Helmut Rahn: Mein Hobby: Tore schießen. 1959, ISBN 3-421-05836-9